# Prix Gravix
Le prix Gravix (ou prix Grav'x, parfois stylisé en GRAViX) est un prix de gravure organisé tous les deux ans, récompensant un artiste de moins de 40 ans. 
Le prix a été institué par la fondation Gravix créée en 1984.

## Lauréats du prix Grav'x
- 1989 : Nathalie Grall
- 1991 : David Maes[1]
- 1993 : Catherine Keun et Alexis de Kermoal
- 1995 : Miguel Buceta
- 1997 : Annick Claudé
- 1999 : Maristela Salvatori
- 2001 : Nathalie Grenier
- 2003 : Catherine Nesa et Didier Mutel
- 2005 : Caroline Bouyer
- 2007 : Marjan Seyedin
- 2009 : Louis Boursier
- 2011 : Mic Torn
- 2013 : Agnès Dubart et Pablo Flaiszman
- 2015 : Jana Lottenburger
- 2017 : Ariane Fruit
- 2019 : Jeanne Rebillaud-Clauteaux[2]
- 2022 : Raùl Villullas[3]